# Gautier II d'Avesnes
Pour les articles homonymes, voir Gautier II.
Gautier II d'Avesnes (c. 1170 - c. 1244) fut seigneur d'Avesnes de Leuze, de Condé et de Guise, et par mariage comte de Blois et de Châteaudun. Il était fils de Jacques Ier, seigneur d'Avesnes, et d'Adeline, dame de Guise. Il est le frère aîné de Bouchard d'Avesnes.

## Biographie
Gautier II d'Avesnes combat du côté français à la Bataille de Bouvines en 1214, puis part combattre en Terre sainte en 1217-1219. Fait prisonnier, il sera libéré par les Templiers et les aidera à construire le Château Pèlerin, en 1218.
il est un de ceux à qui le roi Louis VIII mourant fait promettre de reconnaître son jeune fils Louis, le futur Louis IX. En 1226, il assiste au sacre de ce dernier.
Revenu à Guise, il entreprend des travaux de modernisation du château. Il construit également un château à Englancourt afin de contrôler la route du comté de Hainaut et achète Bohain-en-Vermandois en 1226.
En 1227, il aide le comte de Flandre Ferrand de Flandre, captif de trois rois de France (Philippe II Auguste, puis Louis VIII, puis Louis IX) depuis la bataille de Bouvines, à retrouver la liberté.

## Mariage et enfants
Il épouse Marguerite (1170-1230), comtesse de Blois et de Chartres, fille de Thibaut V le Bon, comte de Blois et de Chartres, et d'Alix de France. Ils eurent :
- Thibaut, mort jeune ;
- Marie d'Avesnes (1200-1241), mariée à Hugues Ier de Châtillon-Saint-Pol, comte de Saint-Pol (1196-1248) ;
- Isabelle, mariée à Jean, seigneur d'Oisy et de Montreuil.

## Sources
- Le château fort de Guise (Aisne), publication du Club du Vieux-Manoir, collection Art et Tourisme, Nouvelles Editions Latines.
- J. Balteau, « Avesnes (Gautier d') », dans Dictionnaire de biographie française, Tome IV, Paris, 1948.